# 박송희
박송희(朴松熙, 1927년 2월 3일 ~ 2017년 2월 19일)는 대한민국의 국악인이다.
전라남도 화순군에서 태어났다.